# ゾディアック〜十二宮の殺人
『ゾディアック〜十二宮の殺人』(Zodiaque)は2004年にフランスで制作されたテレビドラマ（ミステリドラマ）。全10話。日本ではミステリチャンネルにて放映されている。
2006年には続編『ゾディアック2〜十二宮の闇』(Le Maître du Zodiaque)が制作されている。

## キャラクター
- エステル（クレール・ケーム） -
- ケレール（フランシス・ユステール） -